# George Barris (designer)
Pour les articles homonymes, voir George Barris et Barris.
George Barris, né George Salapatas le 20 novembre 1925 à Chicago (États-Unis) et mort le 5 novembre 2015 à Encino (États-Unis), est un customiseur et designer automobile américain.
Il a notamment participé au design de la voiture KITT de la série télévisée K 2000 dans la dernière saison de la série.

## Biographie
Il commence à customiser des voitures jeune, et devient l'apprenti d'Harry Westergard, un pionnier dans la customisation des voitures. Il part vivre à Los Angeles en 1944 et ouvre rapidement son propre atelier de modification de carroseries.
À partir de 1948, il travaille en collaboration avec Petersen Publishing Company, éditeur du magazine de mécanique automobile Hot Rod qui couvre régulièrement les créations de Barris.
Il présente souvent ses véhicules au Oakland Roadster Show, dont la Ala Kart qui gagne deux années de suite et est déclinée en modèle montable à échelle 1/25, lançant la mode des modèles automobiles réduits à monter (George Barris Custom Series).
Il dessine des voitures pour le cinéma, pour les films Le Gang des jeunes (1955), Jeunesse droguée (1958), Fireball 500 (1966) Un amour de Coccinelle (1968), American Graffiti (1973) À plein gaz (1976). Pour la télévision, il réalise les voitures des séries 77 Sunset Strip, Les Monstres, et la Batmobile dans Batman. Il conçoit des automobiles pour le compte de nombreuses personnalités du monde du cinéma, dont la Trans Am de John Travolta, la Ferrari de Cher ou encore la Rolls-Royce de Zsa Zsa Gabor.
George Barris meurt le 5 novembre 2015 à l'âge de 89 ans,.
L'homme a suscité plusieurs controverses, notamment autour de son livre Cars of the Stars de 1974, concernant la véracité de certaines anecdotes qu'il y rapporte, dont son rôle dans l'historique de la Porsche 550 Spyder de James Dean.

## Travaux
- Golden Sahara II[5]